# 同轴反转螺旋桨

示例图

同轴反转螺旋桨（英語：Contra-rotating Propellers），又稱同軸反轉旋翼，是涡轮螺旋桨引擎所特有的一类螺旋桨。其与普通的螺旋桨最大的不同，在于其单个发动机上有两组并列转动的螺旋桨，这两组螺旋桨转动的角速度方向相反，因此被称为同轴反转螺旋桨。
同轴反转螺旋桨的两组螺旋桨通常连接的同一台发动机，并利用一组行星齿轮来实现反向旋转。同轴反转螺旋桨不是反向旋转螺旋桨，后者指的是飞机两侧两个不同的发动机，其螺旋桨转动方向相反。

## 工作原理
在低速巡航的状态下，螺旋桨叶片的叶尖会形成切向的空气涡流，这种涡流会造成一定的能量损失。在完美的设计下，同轴反转螺旋桨两组叶片转动时产生的涡流会互相抵消，将涡流造成的能量损失降到最低。

## 优点

### 扭矩配平
由于反作用力原理，当一个螺旋桨转动时，空气会通过叶片会对发动机产生一个角速度相反的力，即扭矩。这个力会造成飞机沿着扭矩方向翻滚。对于二战时不少单发螺旋桨飞机，扭矩对飞行的稳定性影响很大，工程师只能通过调节飞机副翼来配平扭矩。由于扭矩的大小和飞行的速度有很大的关系，副翼的角度也必须随着速度的不同的改变，这大大增加了飞机设计的复杂程度。
然而同轴反转螺旋桨就没有这个问题，两组反向旋转的叶片产生的扭矩相互抵消。设计师不需要通过调节飞机副翼来配平扭矩，飞机的设计得以简化，也大大增加了飞机的稳定性。

### 高效能
由于消除了叶尖的空气涡流，同轴反转螺旋桨比一般螺旋桨能增加约6%-16%的效率。

## 缺点
同轴反转螺旋桨最大的缺点在于运转产生的噪音太大。其轴方向的噪音增加30分贝，侧方向增加10分贝，这种噪音的增加在叶片高速转动时尤为明显。由于噪音大的缺点，同轴反转螺旋桨未能在客机上得以很好的运用。有一种解决方案是在两组螺旋桨上安装不同数量的叶片（例如，前面的一组使用4个叶片，后面一组使用5个叶片）。
同轴反转螺旋桨另一个缺点是增加了发动机的设计复杂程度，并且增加了重量。因此只能在军用飞机上使用。
有研究项目正在计划改进这些缺点并应用于民用航空。

## 实际应用
尽管不少国家都试图制造同轴反转螺旋桨飞机，只有英国和苏联曾大量生产。美国虽然掌握了相关的技术，但是并没有大量生产。

### 英国

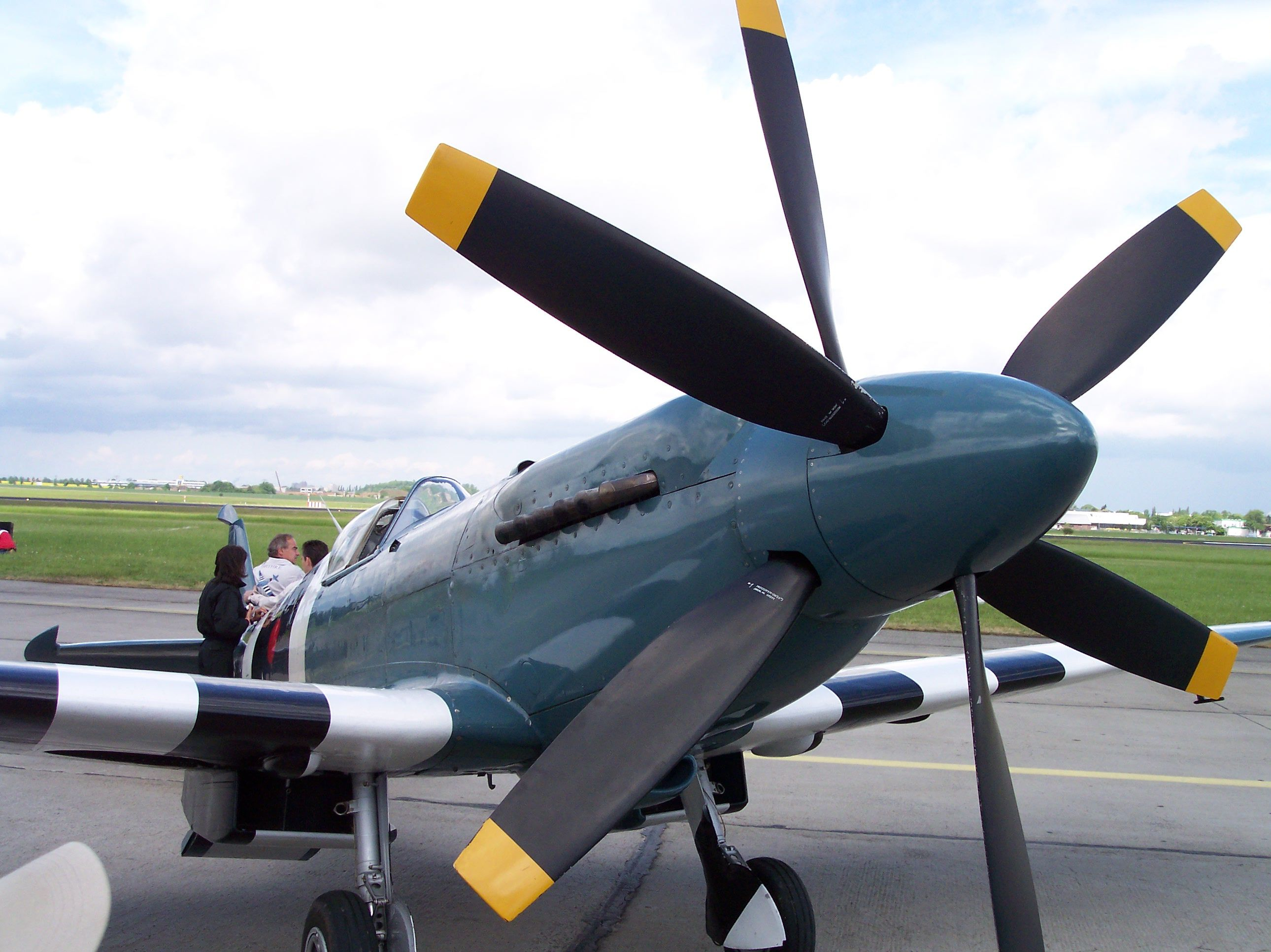
英国喷火战斗机Mk XIX上搭载的同轴反转螺旋桨引擎

1909年，弗雷德里克·W·蘭徹斯特申請同轴反转螺旋桨的專利。
有一些著名的英国飞机装备了同轴反转螺旋桨发动机，例如夏克頓轟炸機，以及Fairey Gannet空中预警机，搭载了四具劳斯莱斯·格里芬引擎。塘鵝式反潛機則使用Armstrong Siddeley Double Mamba（渦輪螺旋槳發動機）。
在后期的喷火战斗机的某些型号上，也采用了同轴反转螺旋桨发动机。英国人在喷火战斗机上安装该类螺旋桨最主要的原因是因为叶片的长度受到飞机前起落架高度的限制。由于战略的需要，在不能增加螺旋桨转动时叶片面积的情况下，只能采用同轴反转螺旋桨来实现更高的输出功率来提升战斗机的速度。
（Bristol Brabazon）是英國飛機公司早期的试验机型。该机搭载了四对，共八组螺旋桨，配备了八具引擎。每组螺旋桨都有一个独立引擎来驱动。

### 苏联，俄罗斯和乌克兰

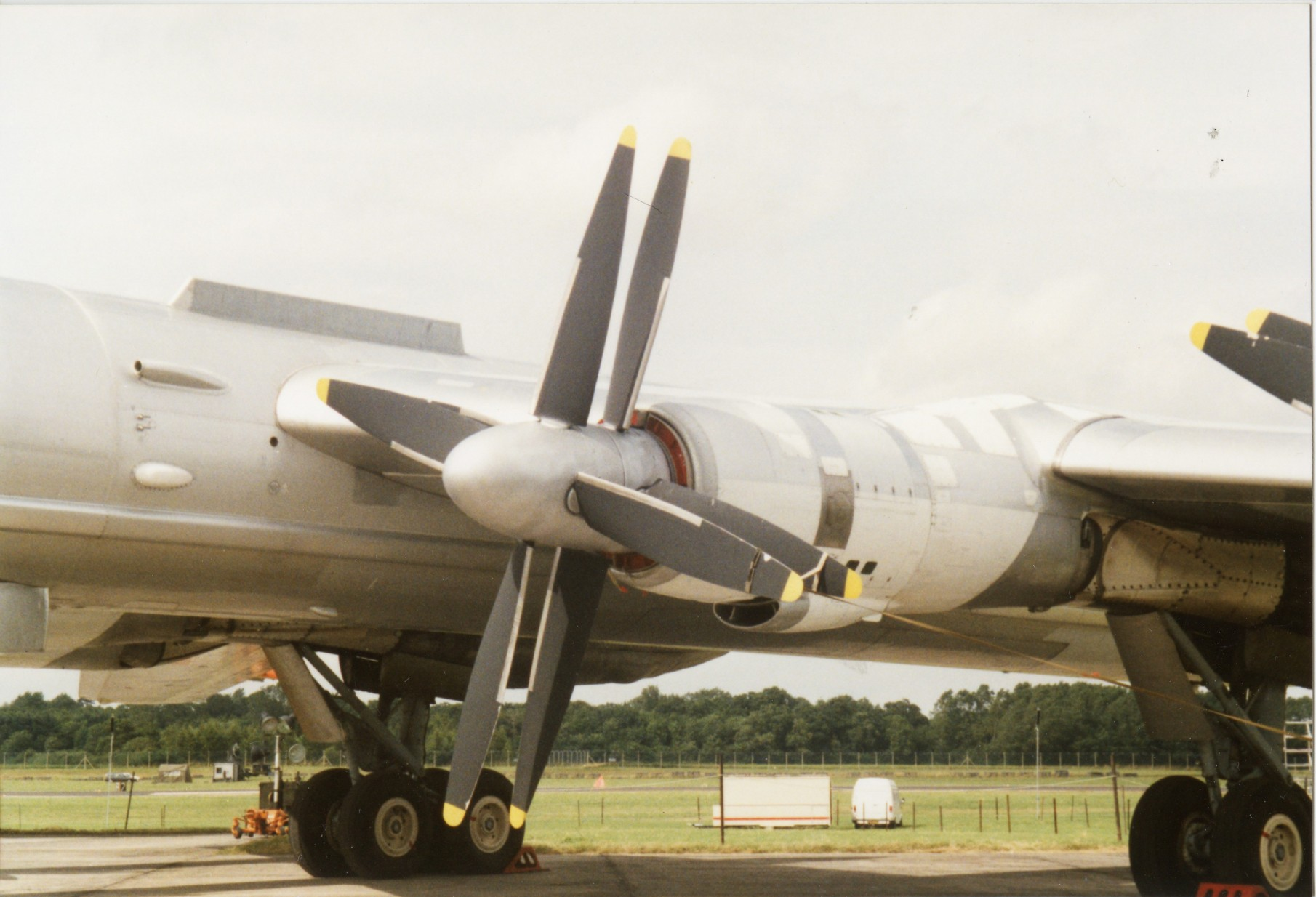
图-95轰炸机配备的同轴反转螺旋桨

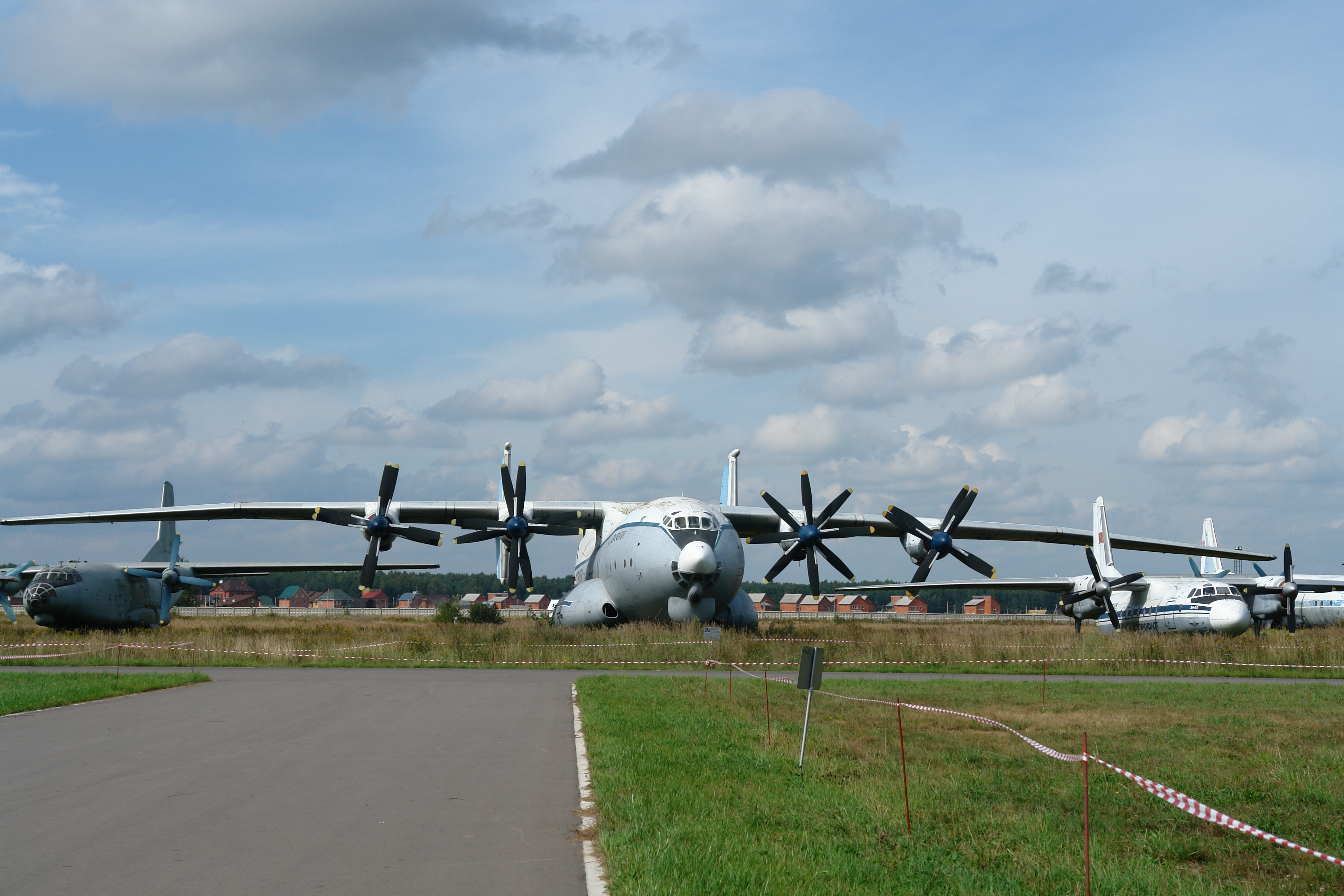
An-22運輸機的同轴反转螺旋桨

1950年代，苏联研发了库兹涅佐夫设计局的NK-12涡轮螺旋桨引擎，采用了同轴反转螺旋桨。该具引擎是迄今为止世界上推力最大的涡轮螺旋桨引擎。

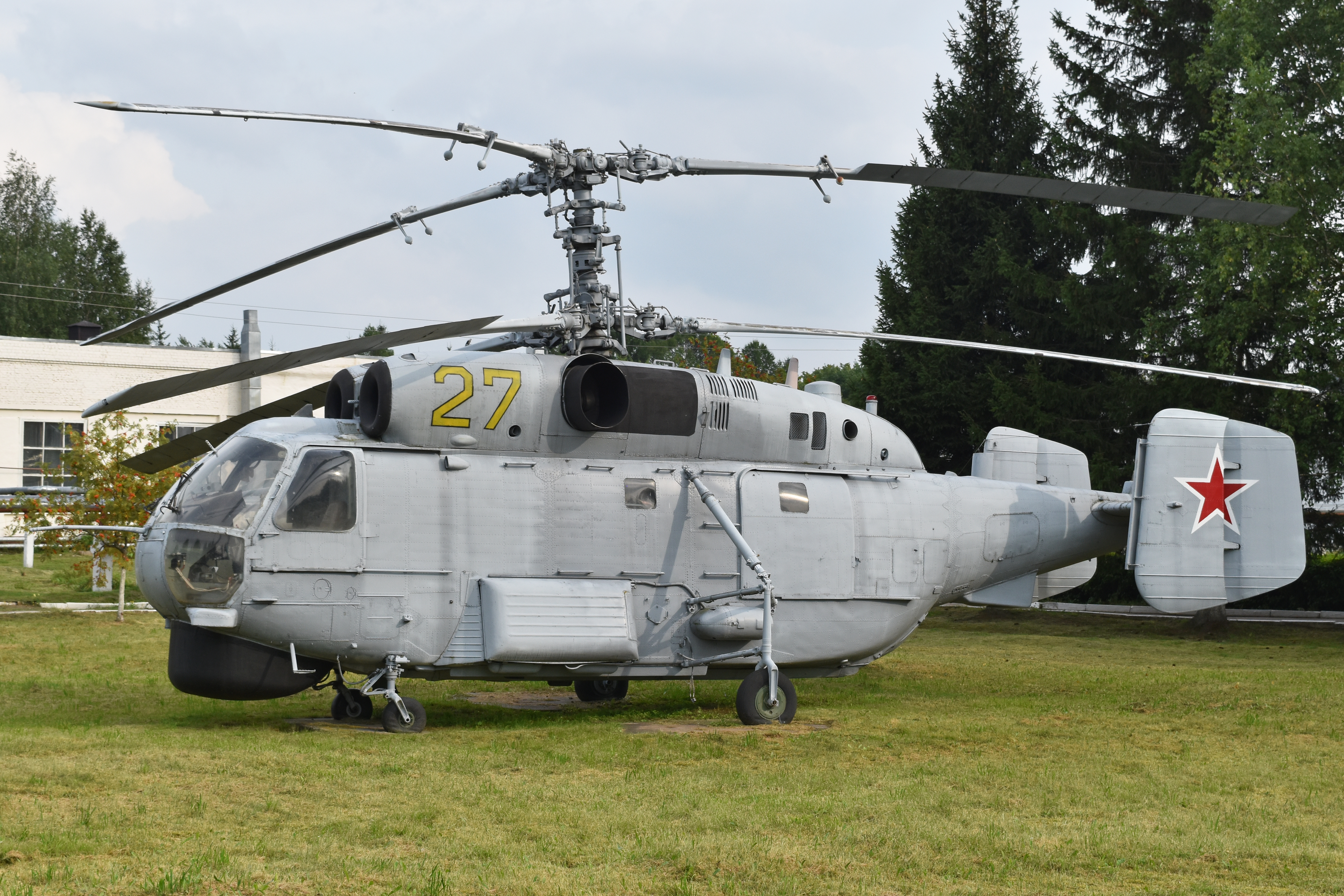
採用同轴反转螺旋桨的卡莫夫Ka-27直升機.

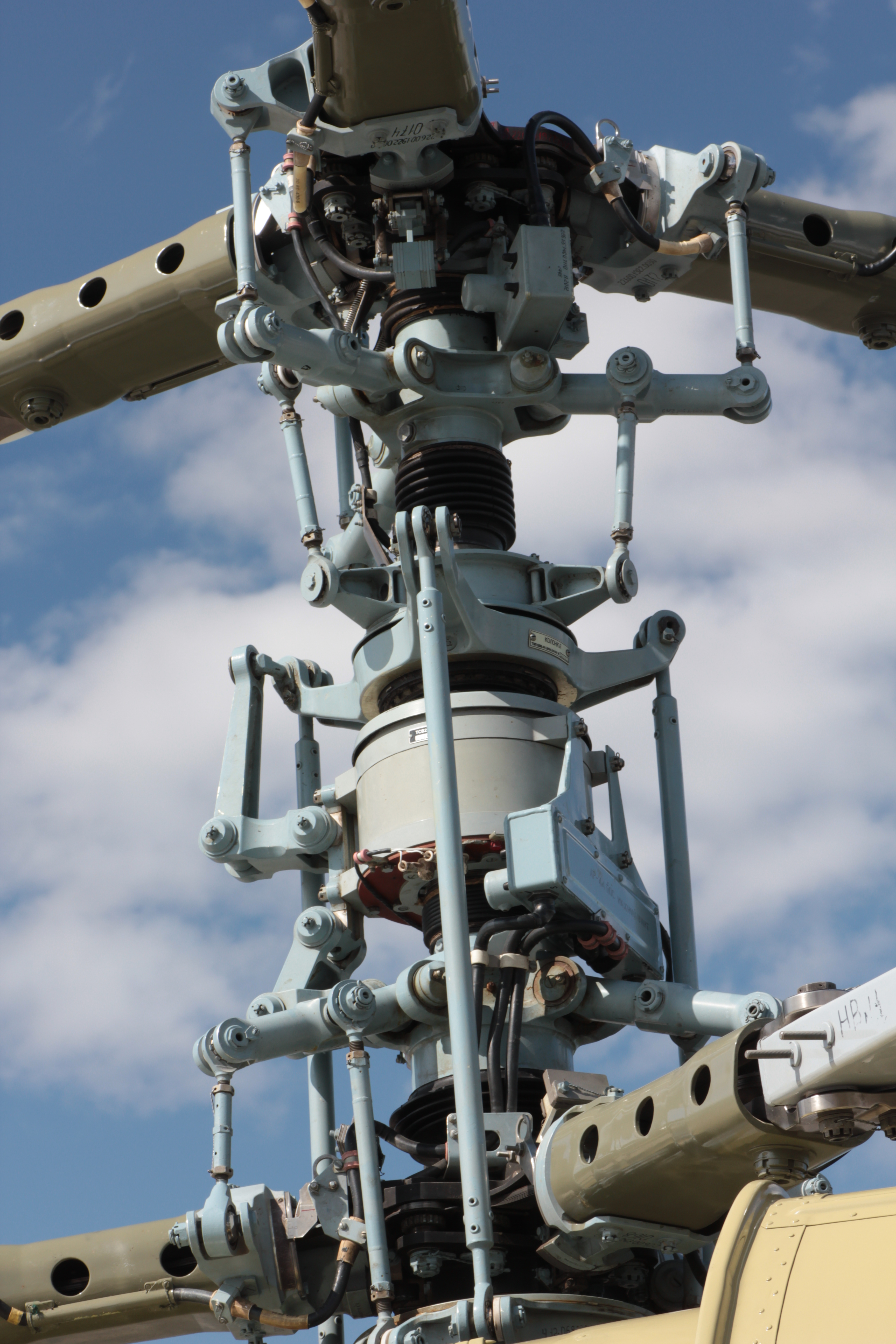
同軸反轉螺旋槳軸近照

搭载了四具NK-12引擎的图-95，是苏联最早期的一款洲际战略轰炸机，也是目前全世界唯一仍服役中的大型四涡轮螺旋桨引擎之长程战略轰炸机。由于发动机功率太大，在桨叶直径和转速无法继续增加的情况下，就只能增加叶片数量来提高效率。因此他的飞行速度接近于喷气式轰炸机，是最快的螺旋桨飞机之一。在这种速度下四对同轴反转螺旋桨的效率要比单一八叶螺旋桨效率高。其衍生机型图-114,是一种俄国长程螺旋桨客机，至今仍保持着最快螺旋桨飞机的世界纪录。
苏联军方看重其载重能力，用一架图-95V型轰炸机在北冰洋新地岛群岛附近试爆了全世界有史以来最大的核武器：沙皇炸弹。
由于采用了同轴反转螺旋桨，图-95有一个巨大的缺点，就是由四具同轴反转涡轮螺旋桨引擎所产生出来的噪音非常巨大，声音大到居然美军在北大西洋设置的声纳网甚至可以捕捉到图-95的声纹，这使其成为可能是史上唯一一架能被声纳捕捉的轰炸机。
另一款搭载NK-12引擎的飞机是安-22重型运输机。该机问世时，是当时世界上最大，至今仍旧最大的配备涡轮螺旋桨引擎的重型军用运输机。冷战时期，它多次打破载重飞行的记录。
但是由于安-22的经济性和安全性有待加強，只生产85架就停产了。安-124运输机问世后，便代替了安-22的地位。它没有采用同轴反转螺旋桨，而是四具涡轮风扇发动机来实现更高的飞行速度。
苏联与1972年生产的A-90翼地效应机也搭载了NK-12引擎。它只采用了一具该款引擎，安装在T型垂直尾翼的顶部。该机在机鼻亦搭载了两具喷射引擎。
1994年，库兹涅佐夫设计局推出了安托诺夫An-70中程运输机。该机搭载四具Progress D-27引擎，驱动四对同轴反转螺旋桨。Progress D-27引擎一种桨扇发动机，是一种介于涡轮螺旋桨发动机和涡轮风扇发动机之间的飞机引擎。
直升機方面，卡莫夫設計局的Ka系列直升機（例如:Ka-27直升機）幾乎全部採用同轴反转螺旋桨去抵消發動機產生的反向扭力。

### 美国

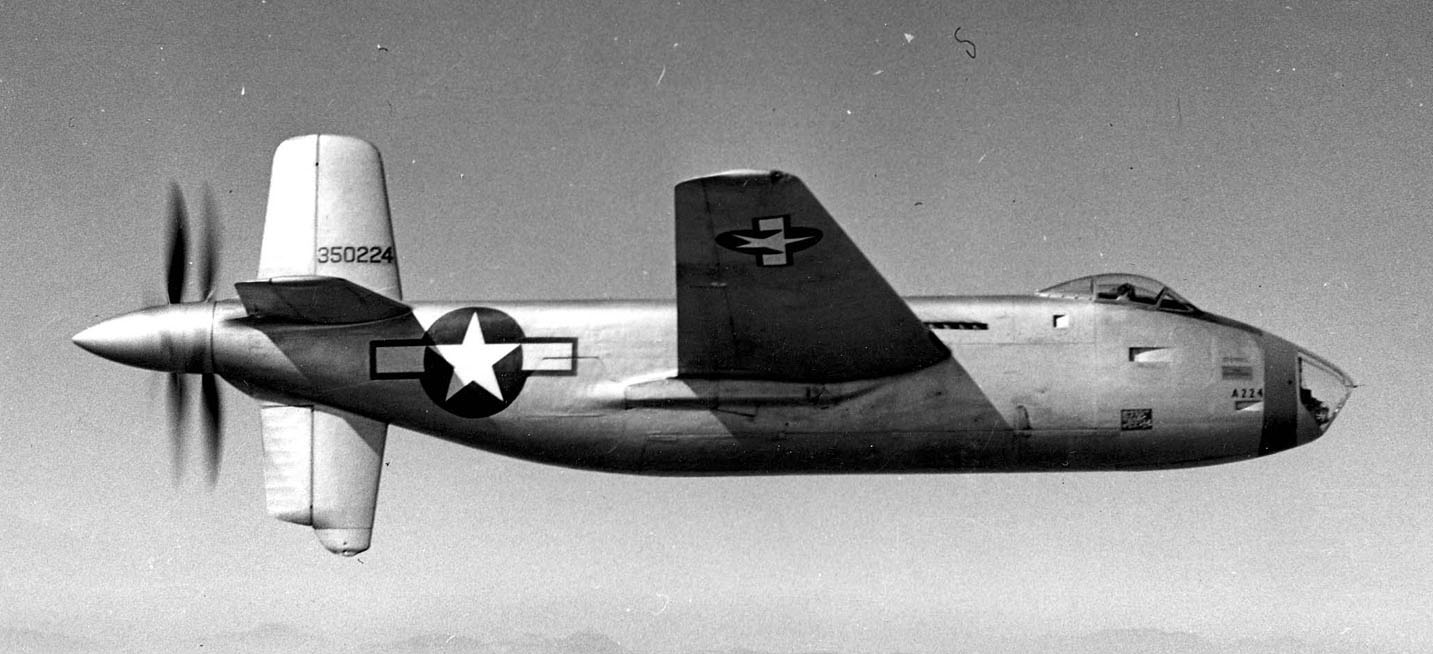
道格拉斯XB-42 Mixmaster

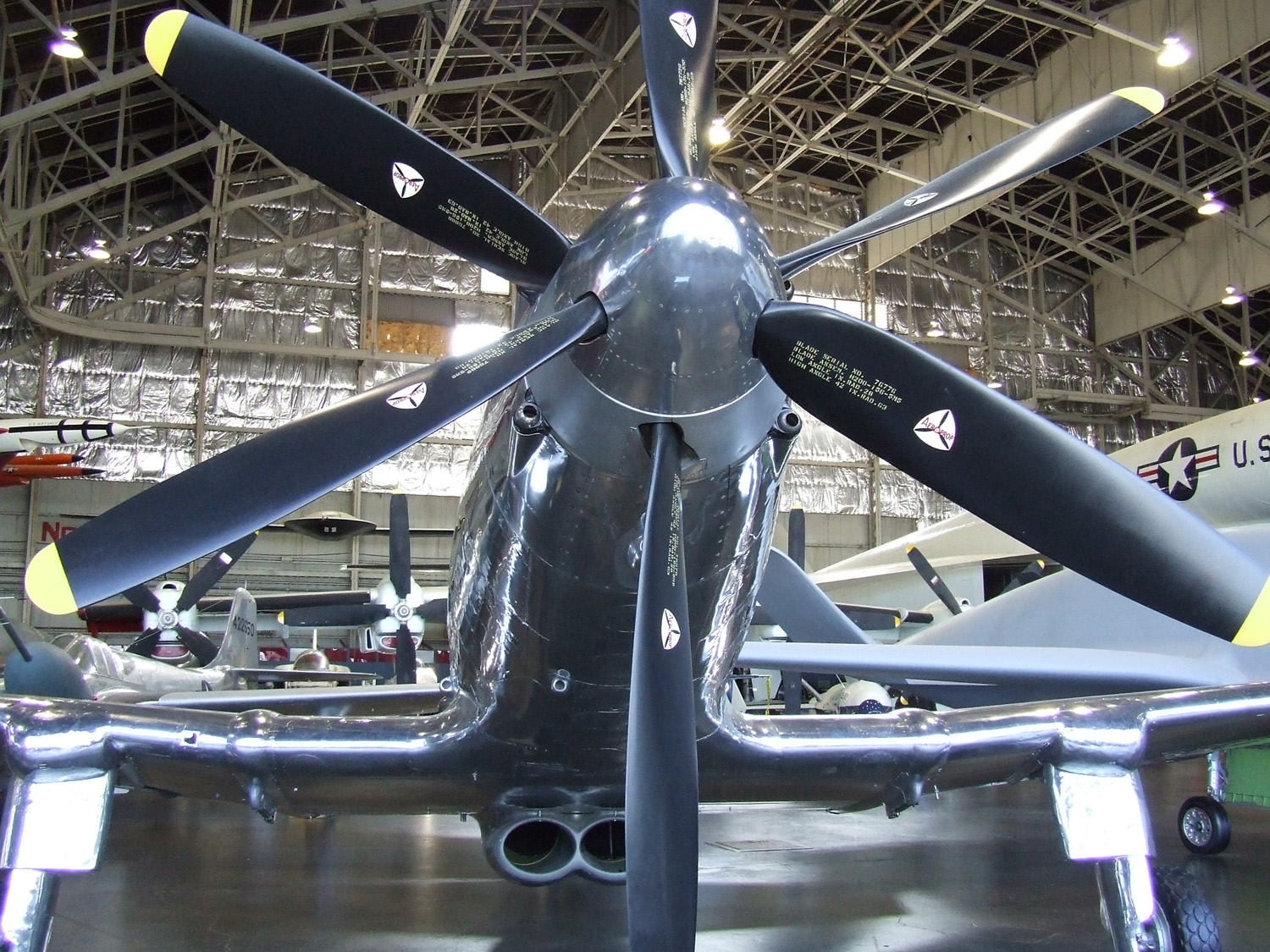
General Motors P-75 Eagle

美国曾经制造出几架采用同軸反轉螺旋槳的试验机型，例如道格拉斯飛行器公司的XB-42 Mixmaster、XTB2D Skypirate，以及波音公司的XF8B、XP-56等机型。
但是，在喷射引擎的技术逐渐成熟后，美国逐渐放弃了对同轴反转螺旋桨发动机军事方向的研发。

## 超轻型飞机
太阳飞机公司（Sun Flightcraft），一家澳大利亚的飞机制造企业，在其生产的Rotax 503/582引擎上采用了同轴反转齿轮。由于抵消了扭力，比一般超轻型飞机增加了约15%到20%的动力。该公司还声称已经解决了同轴反转螺旋桨带来的噪音问题。

## 参閲
- 涡轮螺旋桨引擎
- 变速器
- 交差反轉式旋翼直昇機